# Puffinure de Géorgie du Sud
Pelecanoides georgicus
Espèce
Statut de conservation UICN

 LC  : Préoccupation mineure

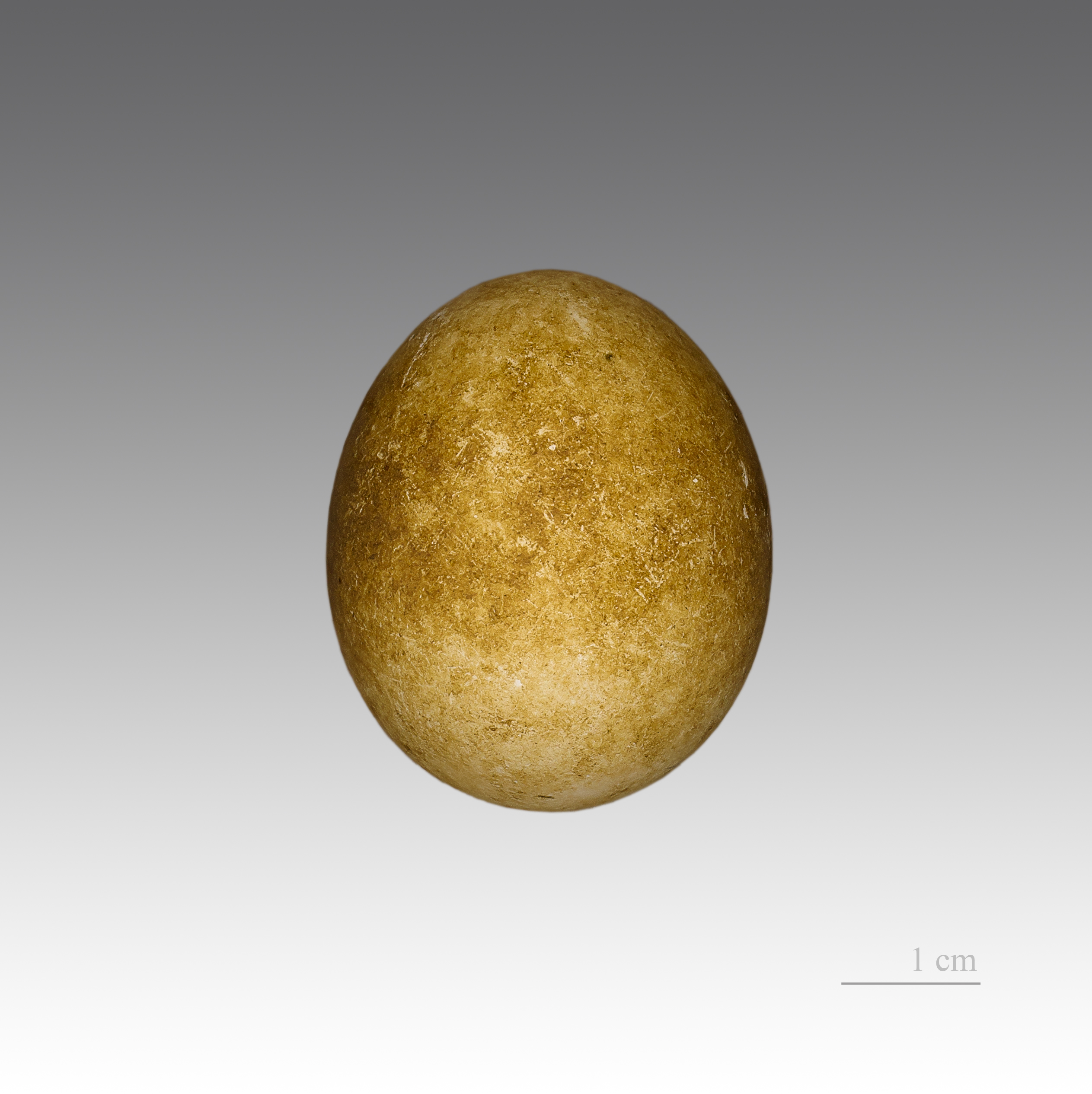
Pelecanoides georgicus - Muséum de Toulouse

Le Puffinure de Géorgie du Sud (Pelecanoides georgicus) aussi appelé Pétrel plongeur de  Géorgie du Sud est une espèce d'oiseaux de la famille des Pelecanoididae.

## Répartition
Cet oiseau peuple les archipels de Géorgie du Sud-et-les îles Sandwich du Sud du sud-ouest de l'océan Indien (îles du Prince-Édouard, Crozet et Kerguelen) et les îles sub-antarctiques de Nouvelle-Zélande.